# Polystichum tonkinense
Polystichum tonkinense är en träjonväxtart som först beskrevs av Christ, och fick sitt nu gällande namn av W. M. Chu och Z. R. He. Polystichum tonkinense ingår i släktet Polystichum och familjen Dryopteridaceae. Inga underarter finns listade.